# Donuca spectabilica
Donuca spectabilica là một loài bướm đêm trong họ Noctuidae.